# لاک-ساگه، کبک
لاک-ساگه (به فرانسوی: Lac-Saguay) روستایی در منطقه شهری آنتوان-لابل ناحیه لورانتید در استان کبک کانادا است. در سرشماری سال ۲۰۱۱ این روستا ۴۳۱ نفر جمعیت داشته‌است و مساحت آن ۱۷۶٫۲۶ کیلومتر مربع است.